# Anchuelo
Anchuelo è un comune spagnolo di 608 abitanti situato nella comunità autonoma di Madrid.